# Guillaume Costeley
Guillaume Costeley (także Costelay, Cotelay, Coteley; ur. ok. 1531 w Pont-Audemer, zm. 1 lutego 1606 w Évreux) – francuski kompozytor i organista.

## Życiorys
Debiutował w 1554 roku dwoma wydanymi w Paryżu chansonami. W 1560 roku objął posadę nadwornego organisty i kompozytora króla Karola IX. W 1570 roku osiadł w Évreux, pozostając jednak cały czas w służbie dworskiej. Powołał do życia bractwo św. Cecylii, którego został pierwszym przewodniczącym. W 1575 roku zainicjował pod patronatem tegoż bractwa coroczny konkurs (Puy d’Évreux) na wokalne kompozycje polifoniczne. Między 1577 a 1588 rokiem czasowo wycofał się ze służby dworskiej, pełniąc w tym czasie obowiązki urzędnika kasy miejskiej. W 1599 roku przyznano mu honorowy tytuł doradcy królewskiego.

## Twórczość
Związany był z kręgiem humanistów skupionych wokół Jeana-Antoine’a de Baïfa i stworzonej przez niego Académie de Poésie et de Musique. Przyjaźnił się z Joachimem du Bellayem i opracowywał muzykę do tekstów poetyckich Pierre’a de Ronsarda.
Zasłynął głównie jako twórca chansonów, których skomponował ponad 100. Przywiązując dużą wagę do zrozumiałości tekstu, wprowadzał w swoich dziełach liczne elementy homofoniczne. Spośród innych kompozycji Costeleya znane są ponadto trzy motety oraz krótka, przypuszczalnie tylko fragmentarycznie zachowana, fantazja organowa.
Dzieła Costeleya wydał drukiem Henri Expert w ramach serii Les maîtres musiciens de la Renaissance française (1894–1908).